# نانسي كوك
نانسي كوك (بالإنجليزية: Nancy Cook)‏ هي ناشطة حق المرأة بالتصويت ‏ أمريكية، ولدت في 26 أغسطس 1884، وتوفيت في 16 أغسطس 1962.